# Niedźwiadka
Niedźwiadka – wieś w Polsce położona w województwie lubelskim, w powiecie łukowskim, w gminie Stanin.
| SIMC    | Nazwa       | Rodzaj     |
| ------- | ----------- | ---------- |
| 0689579 | Nadziary    | przysiółek |
| 0689585 | Niedźwiadka | osada      |
| 0689591 | Witoldów    | przysiółek |

W latach 1975–1998 miejscowość administracyjnie należała do województwa siedleckiego.
Wieś stanowi sołectwo w gminie Stanin. Według Narodowego Spisu Powszechnego z roku 2011 wieś liczyła 176 mieszkańców.
Wierni Kościoła rzymskokatolickiego należą do parafii Chrystusa Króla w Jedlance.